# Маршал (Тексас)
Маршал (енгл. Marshall) град је у америчкој савезној држави Тексас. По попису становништва из 2010. у њему је живело 23.523 становника.

## Демографија
Према попису становништва из 2010. у граду је живело 23.523 становника, што је 412 (1,7%) становника мање него 2000. године.
| Група             | 2000.          | 2010.          |
| Белци             | 12.304 (51,4%) | 10.024 (42,6%) |
| Афроамериканци    | 9.237 (38,6%)  | 9.018 (38,3%)  |
| Азијати           | 132 (0,6%)     | 186 (0,8%)     |
| Хиспаноамериканци | 2.069 (8,6%)   | 3.997 (17,0%)  |
| Укупно            | 23.935         | 23.523         |